# فن العمارة الكولونيالي في البرازيل
يعرف فن العمارة الكولونيالي في البرازيل بأنه فن العمارة المطبق في الأراضي البرازيلية منذ العام 1500، عام وصول البرتغاليين، حتى سنة استقلال البرازيل عام 1822.
خلال الفترة الكولونيالية، استورد المستعمرون تيارات أسلوبية أوروبية إلى المستعمرة، وكيفوها مع المواد المحلية والظروف الاجتماعية الاقتصادية. يمكن إيجاد مباني كولونيالية تحمل السمات المعمارية لعصر النهضة والتكلفية والباروك والروكوكو والعمارة الكلاسيكية الجديدة في البرازيل، إلا أن الانتقال بين الأساليب حدث بصورة تدريجية على مدى قرون، ويشكل تصنيف الفترات والأساليب الفنية في البرازيل الكولونيالية مسألة جدلية بين المختصين.
تشهد على أهمية الإرث الفني والمعماري الكولونيالي في البرازيل المجموعات والصروح من هذا الأصل التي أعلنت كموقع تراث عالمي من قبل منظمة اليونيسكو. وهي المراكز التاريخية في أورو بريتو وأوليندا وسالفادور وساو لويس مارانهاو وديامانتينا وغوياس فيلهو وبقايا مهام جواراني اليسوعية في ساو ميغيل داس ميسوس، وحرم بوم جيسوس دي ماتوسينهوس في كونغونهاس وساحة سان فرانسيسكو في ساو كريستوفاو. وهناك أيضًا المراكز التاريخية التي ما تزال تمتلك، على الرغم من عدم الاعتراف بها كمواقع تراث عالمي، صروحًا هامة تعود إلى تلك الفترة، مثل ريسيفي وريو دي جانيرو وماريانا. وفي حالة ريسيفي بشكل خاص، لعب تدمير المباني التاريخية والتصاميم المدينية الكولونيالية ونزغ الخصوصية عنها دورًا حاسمًا في عدم الاعتراف بها كمواقع تراث عالمي.

## المستوطنات الكولونيالية والنزعة المدينية
بدأ النشاط المعماري في البرازيل الكولونيالية في الثلاثينيات من القرن السادس عشر، حين اكتسب الاستعمار زخمًا مع إقامة رئاسة البرازيل (1534) وتأسيس أوائل القرى مثل إيغاراسو وأوليندا التي أسسها دوارتي كويليو نحو العام 1535، وساو فيسينتي التي تأسست من قبل مارتيم أفونسو دي سوسا في عام 1532. في وقت لاحق، في العام 1549، تأسست مدينة سالفادور من قبل توم دي سوسا ككرسي للحكومة العامة. جلب توم دي سوسا ولويس دياز فن العمارة، ومن ثم تصاميم عاصمة المستعمرة، بما في ذلك قصر الحاكم والكنائس والشوارع والساحات والبيوت الأولى، إضافة إلى التحصين الذي لا غنى عنه حول المستوطنة.
بني الجزء الأكثر نبلًا من مدينة سالفادور، التي كانت تضم مباني تربة مدكوكة مثل قصر الحاكم وبيوت السكن ومعظم الكنائس والأديرة، على أرض ترتفع 70 مترًا فوق مستوى الشاطئ، في حين بنيت، عند الخليج، البنية التحتية المخصصة للأنشطة التجارية. وتتصف مدن أخرى بنيت في القرن السادس عشر، مثل أوليندا (1535) وريو دي جانيرو (1565)، بأنها بنيت بالقرب من البحر على ارتفاعات أرضية وقسمت مناطق السكن إلى بلدة عليا وبلدة سفلى. بشكل عام، كانت البلدة العليا موطنًا للمناطق الإدارية والسكنية وكان الجزء الأدنى موطنًا للمناطق التجارية ومناطق المرفأ، على نحو يشبه تنظيم المدن البرتغالية الرئيسية، مثل لشبونة وبورتو وكويمبرا، التي تعود إلى العصور الوسطى القديمة. اتبعت تنظيمات كهذه اعتبارات دفاعية، نظرًا إلى أن مناطق السكن الكولونيالية كانت منذ الأيام الأولى تحت خطر دائم لهجمات من الشعوب الأصلية والأوروبيين من الأمم الأخرى. في الحقيقة، كانت جميع مناطق السكن الأولى التي أسسها البرتغاليون تحاط بجدران وأسيجة وقلاع وبوابات كانت تسيطر على إمكانية الوصول إلى الداخل.
عادة ما اتسمت النزعة المدينية الكولونيالية في البرازيل بتكييفها مخططات الشوارع والساحات والجدران مع التخفيف عن أراضي المباني الهامة ومواقعها مثل الأديرة والكنائس. وعلى الرغم من أنها لم تتبع نموذج رقعة الداما الذي تبنته التأسيسات الإسبانية في العالم الجديد، تعتبر اليوم العديد من شوارع المدن الكولونيالية، بداية بأوليندا وسالفادور، بأنها قد نظمت بانتظام نسبي. خلال فترة الاتحاد الإيبيري (1580 - 1640)، كانت المدن المبنية في البرازيل تمتلك انتظامًا أكبر، كما هي الحال في فيليبيا دا بارايبا (جواو بيسوا اليوم)، التي بنيت في عام 1585، وساو لويس دو مارانهاو، التي نظمت في العام 1615 من قبل فرانسيسكو فرياس دي ميسكيتا، مع تزايد النزعة نحو انتظام تصاميم المخططات المركزية المدينية خلال القرن السابع عشر. وجديرة بالانتباه الأعمال المدينية العظيمة التي نفذت في ريسيفي خلال حكم الكونت جون موريس ناساو (1637 - 1643)، الذي حول المرفأ القديم، مع إنشاء طريق سكة حديد وبناء جسور وقنوات وحصون، إلى مدينة.
وكان بناء كنائس وأديرة من بين الجوانب الحاسمة في النزعة المدينية الكولونيالية. إذ عادة ما ترافق بناء المباني الدينية بإقامة مقبرة كنيسة أو ساحة جانب المبنى، وأيضًا شبكة شوارع وصول، الأمر الذي ساهم في تنظيم المساحة المدينية. في السالفادور على سبيل المثال، منح بناء كلية اليسوعيين في القرن السادس عشر، خارج جدران المدينة، إمكانية بناء ساحة تيريرو دى جيسوس وجعل المنطقة محورًا لتوسع المدينة. ومن بين الأمثلة البارزة الأخرى عن المساحة المدينية الكولونيالية باتيو دي ساو بيدرو، التي نشأت من بناء كاتدرائية ساو بيدرو دوس كليريغوس في ريسيفي (بعد العام 1728). في ريو دي جانيرو، الشارع الكولونيالي الرئيسي، أقيم شارع ديريتا (حاليًا بريمييرو دي ماركو ستريت) للوصل بين مورو دو كاستيلو، حيث بنيت المدينة، ودير ساو بينتو الواقع على تلة تحمل الاسم نفسه. من بين الجوانب الأخرى الهامة كان تشييد صروح دينية في أماكن مرتفعة يمكن الوصول إليها عبر أدراج في بعض الأحيان، والتي خلقت مناظر طبيعية سينوغرافية تحمل طابعًا باروكيًا قويًا. في ريو، على سبيل المثال، بنيت العديد من الأديرة والكنائس على التلال، مع إطلالة لواجهاتها على البحر، الأمر الذي يوفر موقعًا ساحرًا للسكان الداخلين في خليج غوانابارا. وتبعث العلاقة المميزة بين الطبوغرافيا والكنائس على الذهول أيضًا في مدن ميناس غيرايس، لا سيما أورو بريتو ومحمية كونغونهاس. في المحمية، تقع كنيسة الحج أعلى التلة وتسبقها مجموعة من الكنائس الصغيرة، وقد زخرف شارع فيا ساكرا والدرج بتماثيل لأنبياء.
في القرن الثامن عشر، أفضت الإصلاحات التي نفذتها حكومة ماركيز دي بومبال، والتي ارتبطت بشكل جزئي بالحاجة إلى ملء الحدود مع أمريكا الإسبانية، إلى حضور أكبر للمهندسين العسكريين في المستعمرة وإلى بناء العديد من المدن المخطط لها، والتي كان ثمة مخطط أيضًا لأماكن المباني الإدارية والكنائس ورموز السلطة العامة. وبذلك، خلال القرن الثامن عشر، أقيمت قرى عديدة مع مخطط لنزعة مدينية في الولايات الحالية لريو غراند دو سول وماتو غروسو وغوياس ورورايما وأمازوناس وولايات أخرى. علاوة على ذلك، في بعض الأماكن جرى تبني نماذج شائعة للواجهات بهدف إقامة مجموعة مدينية متناغمة، كما لوحظ في المدينة السفلى لسالفادور في أواسط القرن الثامن عشر. في ميناس غيرايس، حيث فضلت حمى الذهب النمو السريع للقرى في أراض تلية دون أي تخطيط، وكان هناك أيضًا بعض التدخلات المدينية الهامة. وأعيد تصميم مدينة ماريانا، الواقعة على أرض مسطحة نسبيًا، في عام 1745 من قبل خوزسيه فيرنانديز بينتو ألبويم. في الوقت نفسه، هدمت بيوت عديدة في مركز مدينة أورو بريتو بهدف إقامة ساحة تذكارية، تعرف اليوم باسم ساحة تيرادنتيس، حيث بني بيت مجلس المدينة وقصر الحاكم. كان التطويرات المدينية أكثر حضورًا مع تقدم الكولونيالية. في السالفادور، أتاح دفن النفايات في القرن الثامن عشر تطوير المدينة الدنيا، الذي كان مقتصرًا في ما سبق على قطاع ضيق من الأرض. في ريو دي جانيرو، امتلأت المستنقعات والأهوار لإتاحة إمكانية توسيع المدينة وتحسين صحتها.
وبني في ريو دي جانيرو أيضًا ربما أكبر عمل بنية تحتية في البرازيل الكولونيالية: قنطرة كاريوكا، التي دشنت بصورة رسمية في عام 1750. جلبت القنطرة المياه من النهر الذي يحمل اسم مركز المدينة نفسه، مغذية العديد من النوافير، التي ما يزال بعضها موجودًا. كان أحدها يقع في ساحة باكو (ساحة 15 نوفمبر اليوم)، التي جرى تمدينها في أوائل الأربعينيات من القرن الثامن عشر على يدي خوسيه فيرنانديز بينتو ألبويم على صورة ساحة ريبيرا في لشبونة. وستكتسب دعامة الساحة في وقت لاحق نافورة على شكل صرح، صممها ميستري فالينتيم وأكملت في عام 1789.
كانت ريو دي جانيرو، عاصمة المستعمرة منذ العام 1767، نقطة الاهتمام الرئيسية للتدخلات المدينية بين القرنين الثامن عشر والتاسع عشر. وكان التدخل الأشد أهمية بناء حديقة باسيو بوبليكو بين عامي 1789 و1793. تضمن تصميم الحديقة، الي نفذ وفقًا لمشروع وضع مخططه ميستري فالينتيم، تماثيل ونوافير وشوارع هندسية مشجرة الأطراف. تطلب بناء الحديقة تدخلًا مدينيًا رئيسيًا، وتدمير تلة وإنشاء طريق لبركة. لاحقًا، مع وصول العائلة الملكية البرتغالية في عام 1808، اكتسبت ريو أيضًا الحديقة النباتية، والتي كانت الأولى من نوعها في البرازيل الكولونيالية.